# Pierre des Marmettes

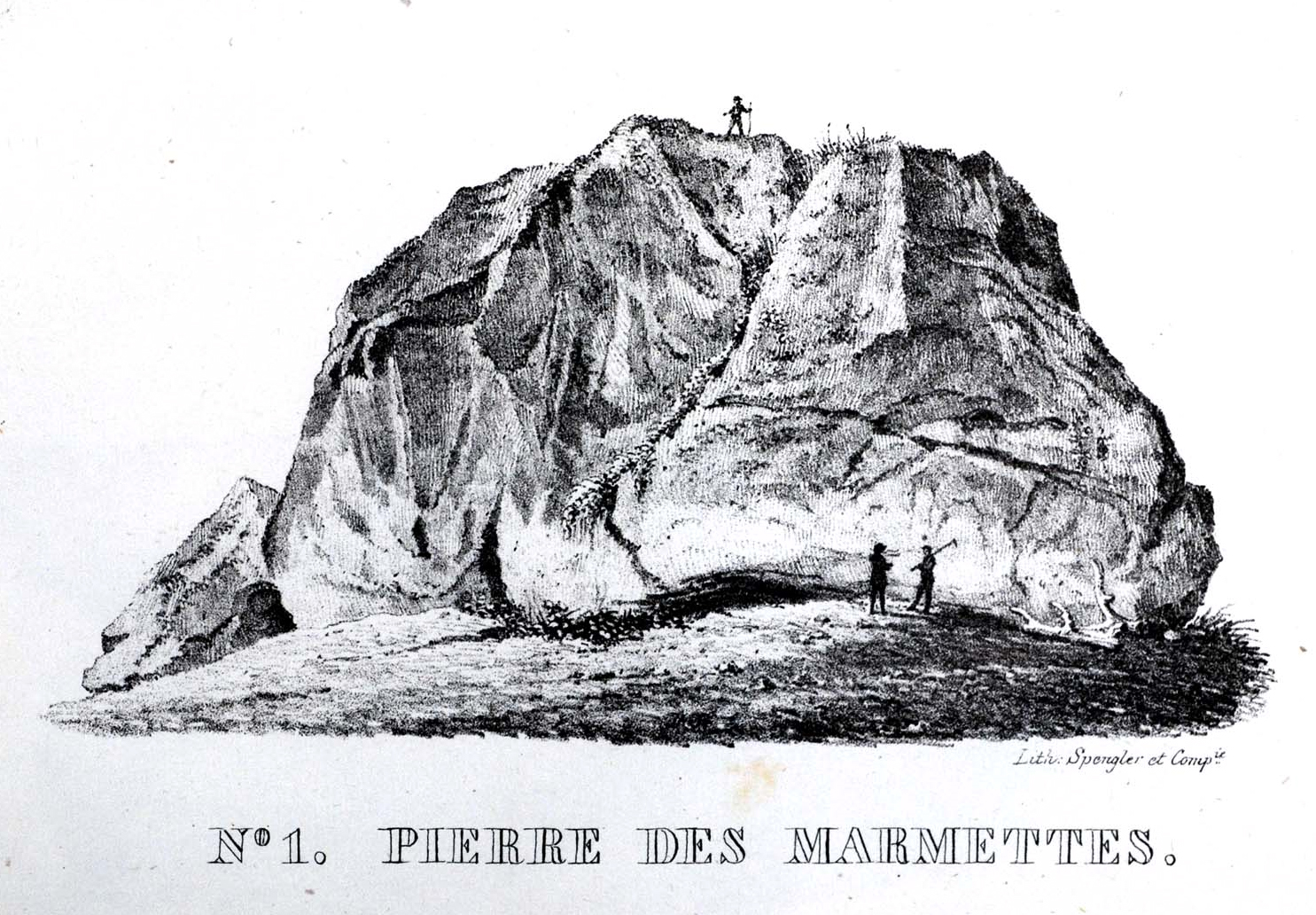
Darstellung des Findlings von Johann von Charpentier (1841)

Der Felsblock Pierre des Marmettes ist ein ungefähr 1600 Kubikmeter grosser Findling bei Monthey im Schweizer Kanton Wallis.

## Beschreibung
Der grosse Stein wurde während der letzten Eiszeit von einem Gletscher aus dem Val Ferret in die Gegend von Monthey im Chablais transportiert. Der Findling aus Mont-Blanc-Granit steht auf einer Geländeterrasse westlich von Monthey an der Strasse nach Morgins neben dem Regionalspital Hôpital Riviera Chablais.
Solche Blöcke dienten bis ins 19. Jahrhundert als Baumaterial zum Beispiel für den Eisenbahn- und den Strassenbau. Um den monumentalen Findling vor der geplanten Sprengung zu schützen, kaufte ihn 1906 die Schweizerische Naturforschende Gesellschaft nach langwierigen Verhandlungen mit dem Besitzer. Die Bedrohung der Pierre des Marmettes gab den Anstoss für die Gründung der Schweizerischen Naturschutzkommission (SNK).

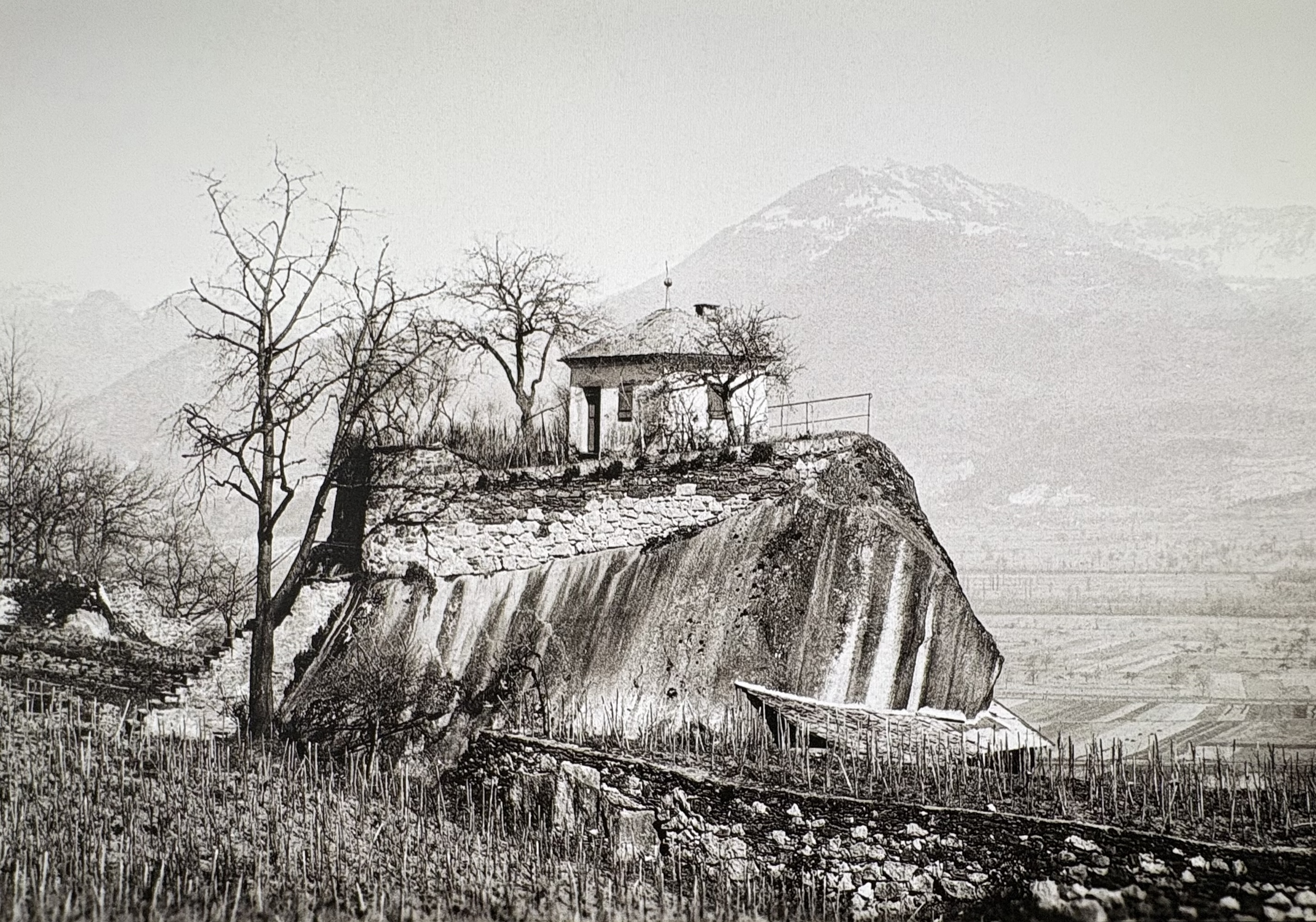
Um 1900

Steinblöcke wie dieser Erratiker dienten Johann von Charpentier als Beleg für seine These einer vorangegangenen Kaltzeit, wonach die Findlinge von Gletschern aus den Alpen verfrachtet worden seien.